# Ravendusk in My Heart
Albums de Diabolical Masquerade
The Phantom Lodge
(1997)
Ravendusk in My Heart est le premier album studio du groupe de Black metal suédois Diabolical Masquerade. L'album est sorti vers la fin de l'année 1995 sous le label Adipocere Records.
La couverture de l'album a été faite par Demoncatch et les photos à l'intérieur du livret de l'album ont été prises par Mala et Tati S.

## Musiciens
- Blakkheim - Chant, Guitare, Basse, Claviers
- Dan Swanö - Batterie, Claviers

## Liste des morceaux
| No | Titre                                             | Durée |
| -- | ------------------------------------------------- | ----- |
| 1. | The Castle of Blackheim                           | 7:15  |
| 2. | Blackheim's Quest to Bring Back the Stolen Autumn | 6:19  |
| 3. | Beyond the Spiritual Moon                         | 0:57  |
| 4. | The Sphere in Blackheim's Shrine                  | 3:33  |
| 5. | Under the Banner of the Sentinel                  | 3:15  |
| 6. | Blackheim's Forest Kept the Season Forever        | 6:10  |
| 7. | The Darkblue Seajourneys of the Sentinel          | 5:04  |
| 8. | Blackheim's Hunt for Nocturnal Grace              | 7:47  |
| 9. | Ravendusk in my Heart                             | 2:05  |